# Polski spaniel myśliwski
Polski spaniel myśliwski (ang. Polish Hunting Spaniel, fr. Épagneul du Chasse Polonais, niem. Polnischer Jagdspaniel) – nowa rasa polska o starym rodowodzie, dołączona we wrześniu 2016 roku do polskich psów ras myśliwskich. Od 1 stycznia 2017 roku polskie spaniele myśliwskie zostały dopuszczone do udziału w wystawach jako rasa nieuznana. Podlega próbom pracy. 

## Rys historyczny
Korzenie rasy sięgają znanych hodowli polskich psów myśliwskich znajdujących się na terenach Kresów Wschodnich, gdzie najbardziej rozsławiła rasę polska arystokratka, księżna Izabella Radziwiłłowa, słynąca z zamiłowania do spanieli. Na początku lat 30. XX wieku sprowadziła wybitnego psa reproduktora, rasy springer spaniel, Championa Anglii i zwycięzcę Field Trialsów w 1930 roku Rolicka of Harting. Psem tym były kryte suki w hodowli księżnej Izabelli oraz suki hodowców z sąsiednich majątków. Po wyjeździe Radziwiłłów z Polesia pozostałe psy były dalej hodowane, przy czym nie skupiano się na ich czystości krwi tylko użytkowności. W 1989 roku rozpoczęły się prace nad współczesną populacją rasy. Pierwszą suka hodowlaną była Pestka, która charakteryzowała się wybitnymi cechami użytkowymi i skłonnością do pracy w wodzie.  
Od lat 80. twórcą współczesnej populacji rasy polskiego spaniela myśliwskiego był dr inż. Andrzej Krzywiński – naukowiec, przyrodnik, myśliwy i sędzia prób pracy psów myśliwskich, hodujący swoje psy z przydomkiem z „Szerokiego Boru”. Dzisiejsi hodowcy zwracają uwagę na wyjątkowy charakter psa, towarzyskość i możliwość jej wykorzystania w wielu psich profesjach m.in. w pracach poszukiwawczych zwierząt poszkodowanych w wypadkach, w noseworku, mantrailingu i pracach Straży Pożarnej. Pracują i polują w Polsce, Rosji, Holandii i na Ukrainie.

## Wygląd
Polski spaniel myśliwski to pies o średniej wielkości i zwartej budowie, która świadczy o dużej ruchliwości oraz odporności na trudne warunki (w szuwarach, na błotach i w wodzie). Pies posiada średnio gruby kościec kończyn, zapewniający jednak odpowiednią wytrzymałość na trudy polowania, ma zwisające uszy pokryte frędzlami dłuższych włosów, a także pióro na ogonie, brzuchu i na tylnej stronie kończyn. Barwa szaty przesiana w łaty, najczęściej występuje w kolorze czekoladowym (z brązowym nosem), rzadziej czarna przesiana. Zdarzają się psy z płowymi podpaleniami. Charakterystyczna dla rasy jest biała końcówka ogona. 

## Zachowanie i charakter
Polski spaniel myśliwski charakteryzuje się równowagą i opanowaniem. Jest to pies odważny, bystry, aktywny w pracy. Pracuje zarówno w trudnym terenie jak i w wodzie. Jest inteligentny i łatwy w szkoleniu. Przy pracy bardzo sumienny, pełen pasji i zaangażowania. Polski spaniel myśliwski jest towarzyski, charakteryzuje się wyjątkowym kontaktem z człowiekiem, jest dobrym kompanem na spacerach i dobrym stróżem, pod warunkiem właściwego wychowania i zapewnienia mu zajęcia – zarówno ruchowego, jak i mentalnego.  

## Użytkowość
Polski spaniel myśliwski to rasa myśliwska typu płochacz, używana głównie przy polowaniach na ptactwo i drobną zwierzynę. Psy te chętnie aportują, świetnie pracują w wodzie, wiele z nich jest dobrymi psami rodzinnymi, pod warunkiem zapewnienia właściwej dla rasy aktywności.

## Rasa nieuznana
Polski spaniel myśliwski jest rasą nieuznaną przez FCI.  Może brać udział w wystawach jako rasa nieuznana.  Pies musi być jednak zarejestrowany w Związku Kynologicznym w Polsce. U przyszłych właścicieli ceni się zaangażowanie w popularyzację rasy i przyczynienie się do jej rozwoju.